# 直升机停机坪

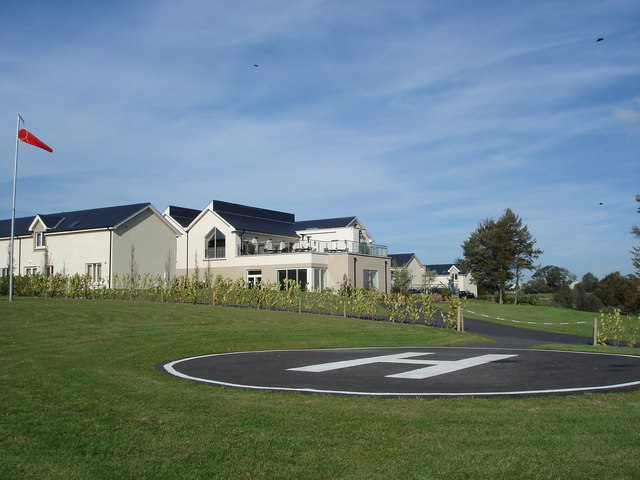
愛爾蘭的一个直升机停机坪

直升机停机坪是直升机降落與停放的一个平台。尽管直升机可以在不同的平面降落，但是直升机停机坪向直升机提供标注清晰的硬质平面，可使直升机安全降落。
大型直升机停机坪，一般用于直升机、垂直起降的飞机。这种停机坪也会被称为垂直机场，2015年启用的芝加哥垂直机场就是一个例子。

## 使用

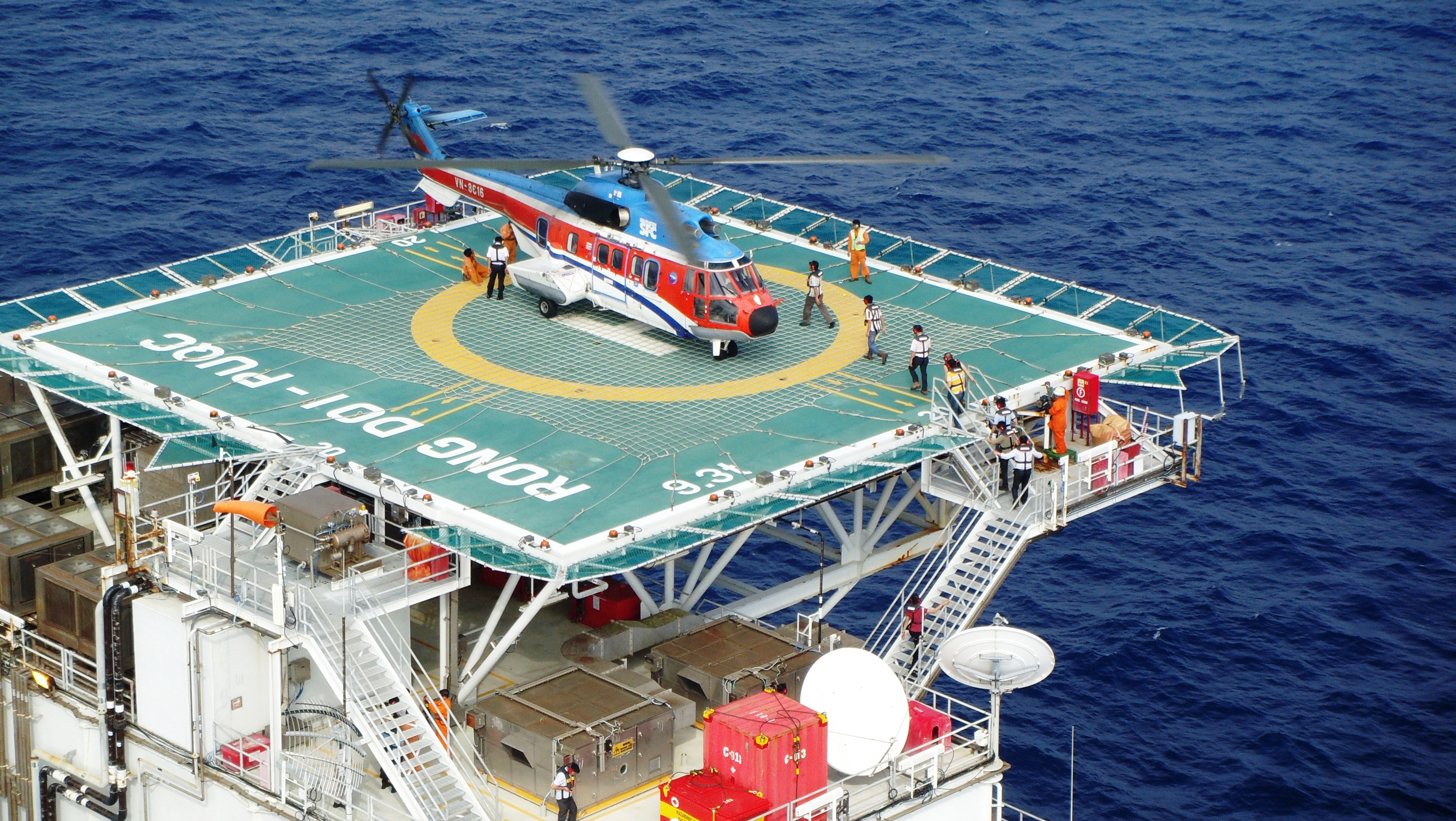
海上石油平台的直升机甲板

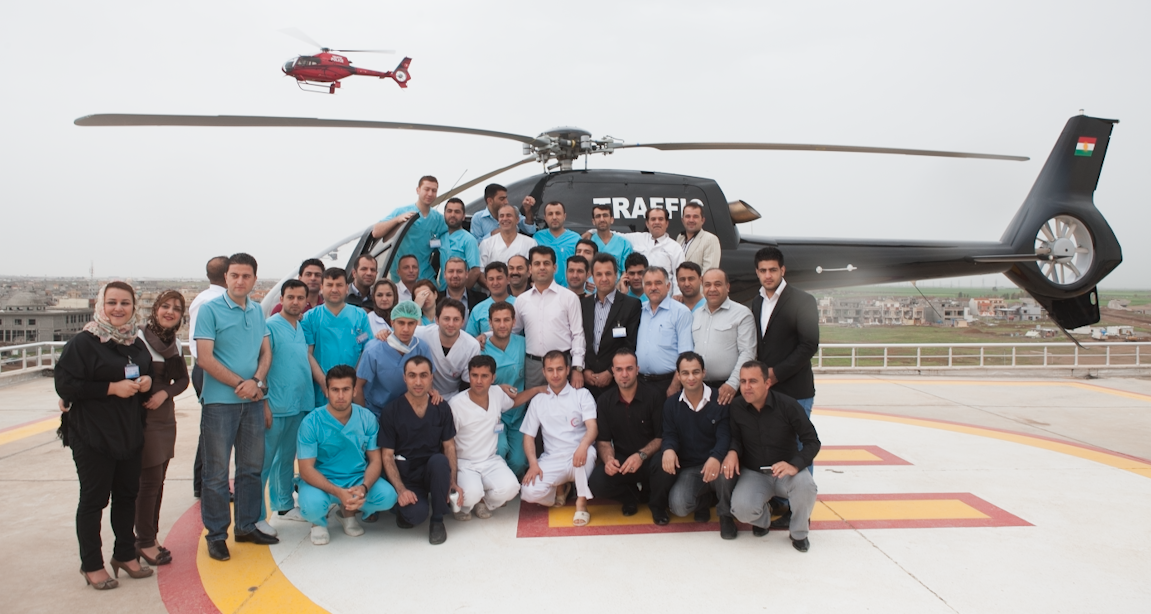
执行完医疗后送任务在直升机前合影的医療人員及機組員

直升机停机坪可能会在有航空燃油、空中交通管制及其他设施齐全的的直升飞机场或者机场内。由於空间和地价關係，一般的直升机停机坪都位于远离上述设施的地方。
一些摩天大楼的顶部配有直升机停机坪，以便于空中的士停靠。一些建在高楼楼顶处的直升机停机坪是为了火灾发生时的疏散。主要的警察局可能会有专用的直升机停机坪来存放警用直升机。大型的船只或石油平台会有直升机停机坪，一般会称作直升机甲板。

直升机停机坪通常为中型及大型医院的标配，因为有些患者需要使用医疗后送和空中救难来将其从没有医院的地方转移至有急诊的医院。在市中的医院，直升机停机坪一般位于医院的屋顶。

## 建造

一个直升机停机坪的示意图

直升机停机坪一般使用沥青建造，上面标记着一个圆或一个大写字母“H”，所以在空中可以清楚看见。
世界上最高的直升机停机坪是由印度建造、位于克什米爾锡亚琴冰川的直升机停机坪。其海拔为6,400米（21,000英尺）。

## 便携式直升机停机坪
便携式直升机停机坪有一个可折叠的外框，可以用在不同的地形上，例如河床、沼泽和倾斜度大于20度的地方。便携式直升机停机坪可用于水災、火山爆发的援救中，可由直升机提升和放置在不同位置。

## 相册

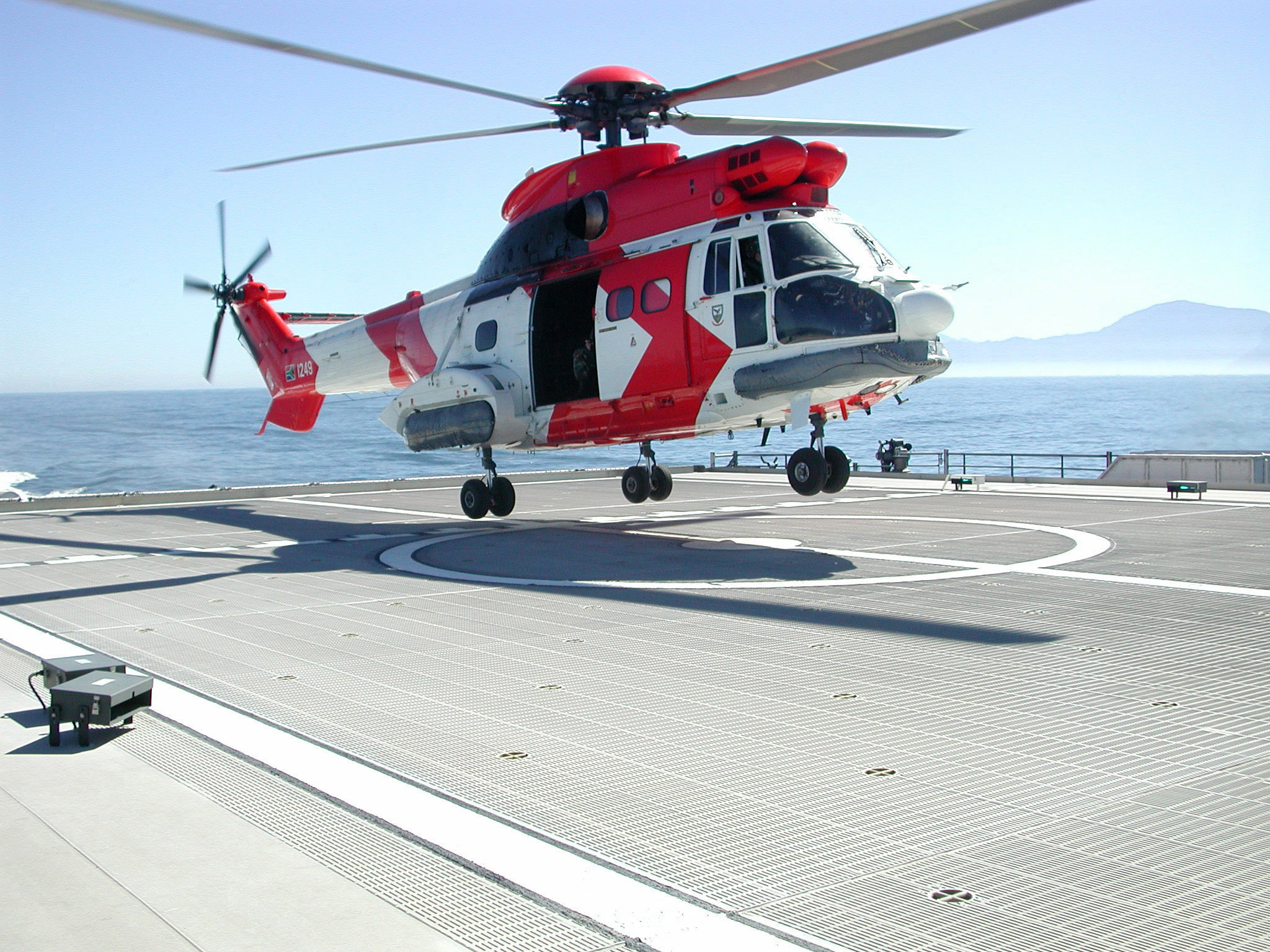
一架直升机降落在 HSV-2 Swift（英语：HSV-2 Swift）雙體船的直升机甲板
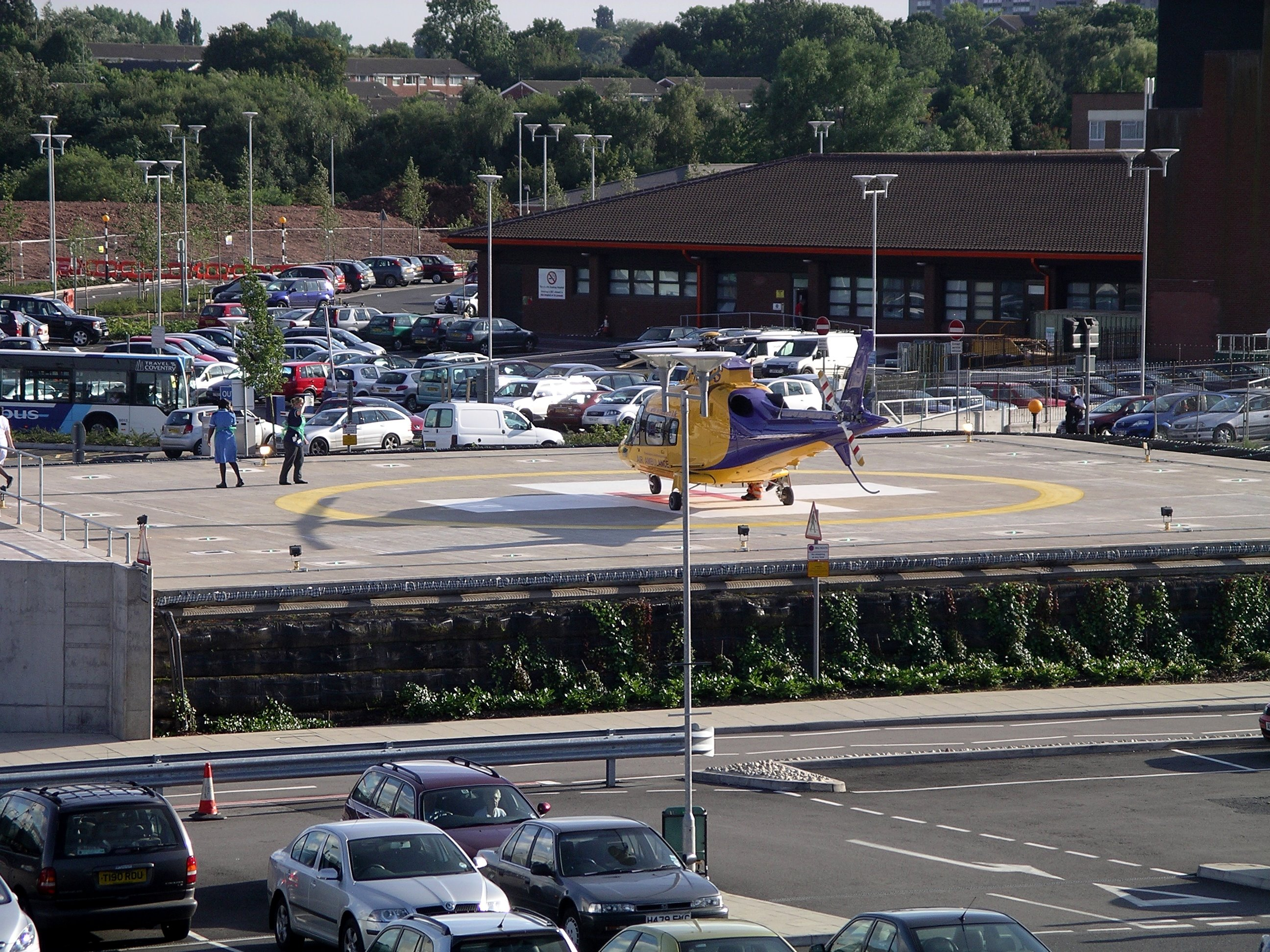
英国考文垂大学医院的直升机停机坪
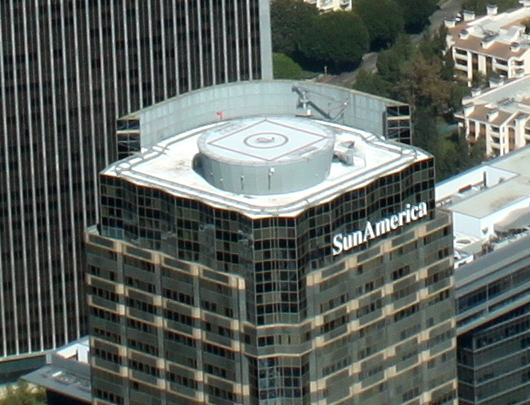
美国洛杉矶SunAmerica中心（英语：1999 Avenue of the Stars）顶层的直升机停机坪
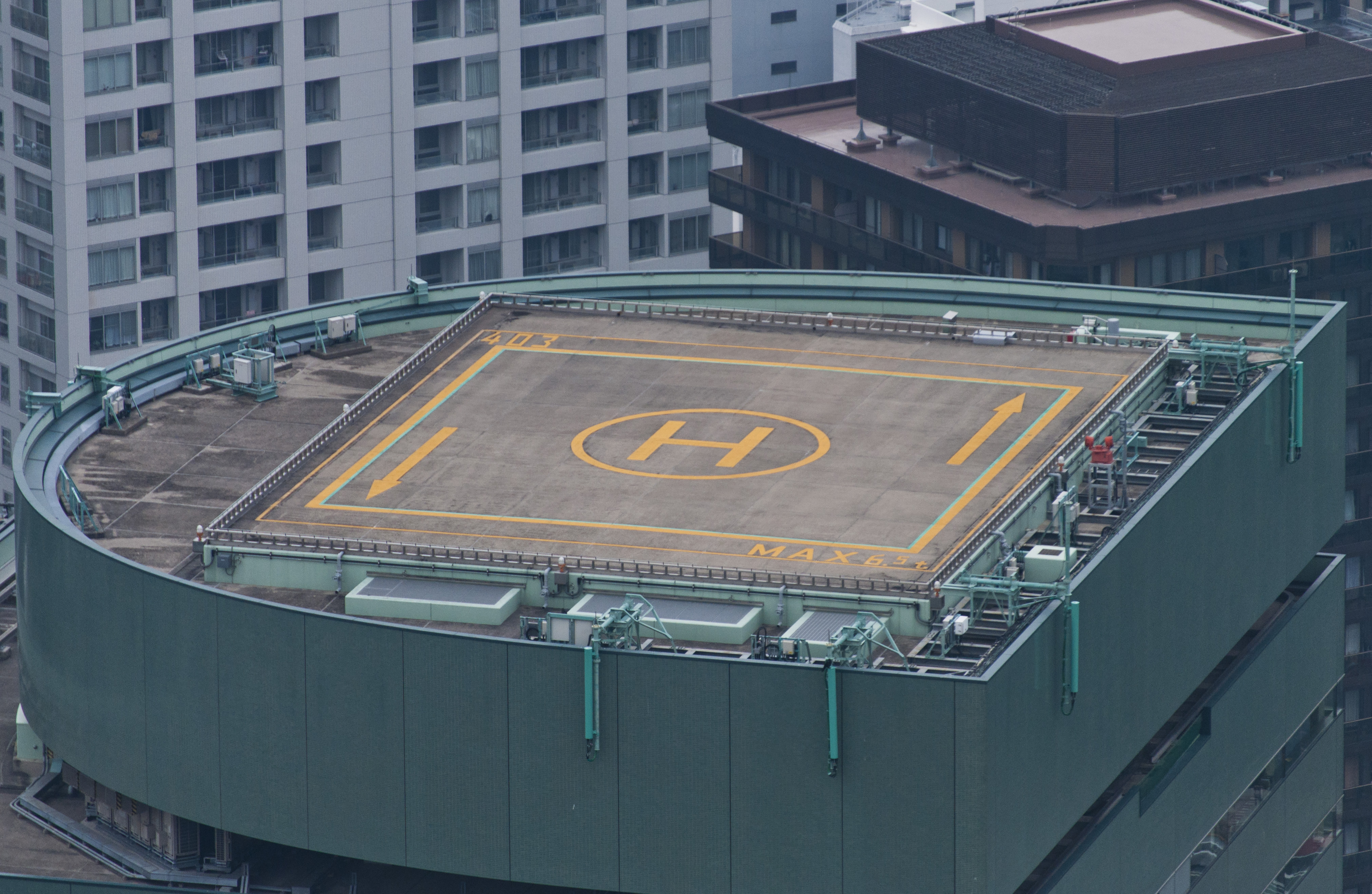
日本东京新宿绿塔（日语：新宿グリーンタワービル）的直升机停机坪
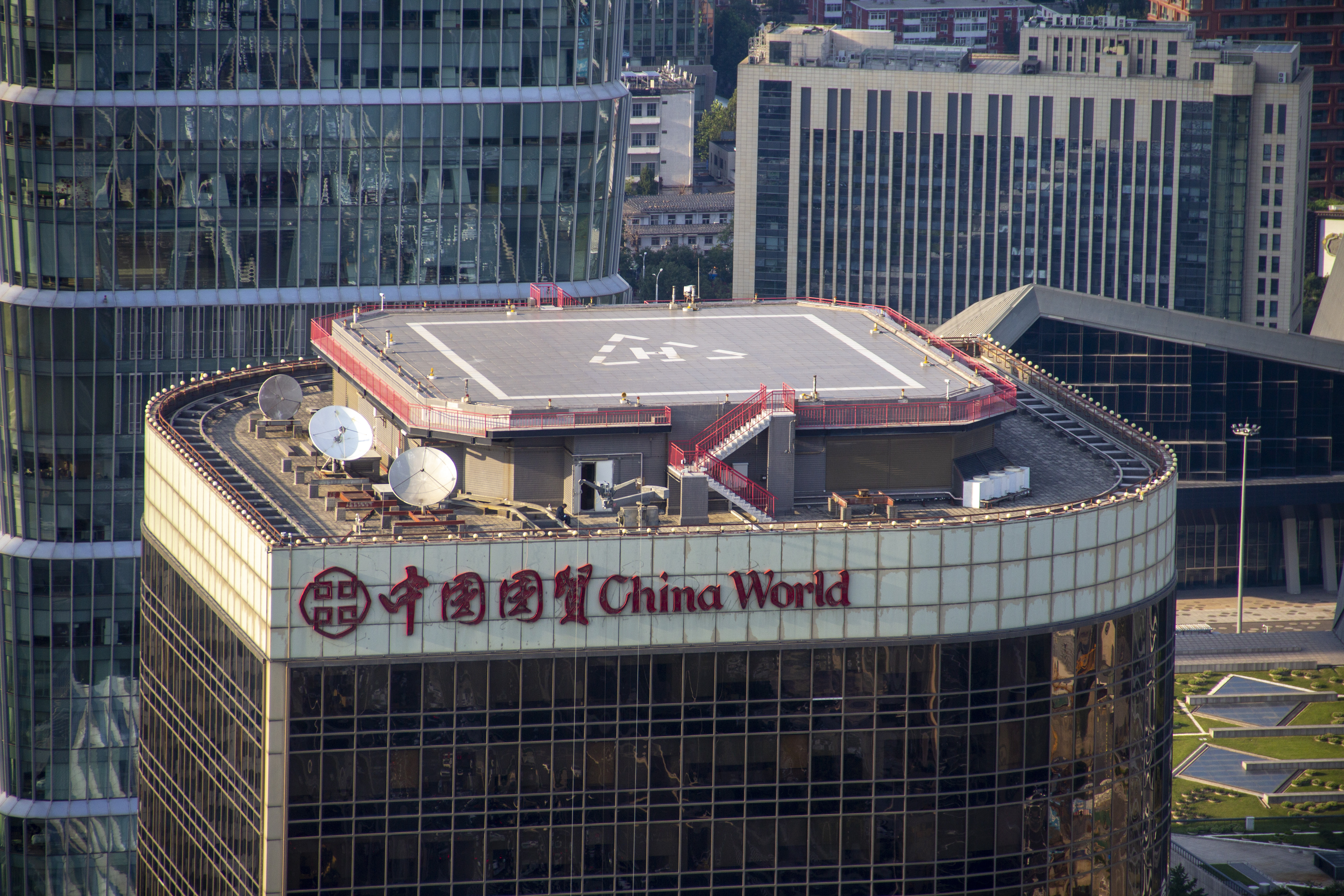
中国北京国贸写字楼2座顶层的直升机停机坪

## 另見
- 直升飛機場